# Арсений (Иващенко)
Епископ Арсений (в миру Антоний Ильич Иващенко; январь 1831, Шамовка, Херсонская губерния — 18 февраля [3 марта] 1903, Новгород) — христианский писатель, агиограф, историк, византинист, епископ Русской православной Церкви, епископ Кирилловский, викарий Новгородской епархии.

## Биография
Антоний Иващенко родился в семье православного священника в январе 1831 года в селе Шамовка Александрийского уезда Херсонской губернии Российской империи.
Сначала с 1843 года учился в Херсонской духовной семинарии, затем в 1849 году поступил в Киевскую духовную академию (КДА).
5 июля 1853 года Антоний Иващенко был пострижен в монахи с именем Арсений.
21 июля 1853 года Арсений был рукоположён во иеродиакона, а 16 августа — во иеромонаха. 7 октября назначен инспектором Одесского духовного училища.
14 июня 1854 года перемещён на должность преподавателя в Волынскую духовную семинарию.
24 марта 1859 года перемещён преподавателем в Воронежскую духовную семинарию. В 1863 году назначен инспектором той же семинарии с возведением в сан игумена.
В 1868 году определён ректором Полоцкой духовной семинарии с возведением в сан архимандрита.
В 1872 году был назначен членом Комитета духовной цензуры в столице Российской империи городе Санкт-Петербурге.
В 1886 году назначен настоятелем московского ставропигиального Заиконоспасского монастыря. Это назначение было успешно использовано им для изучения греческих рукописей московской Синодальной библиотеки.
С 2 декабря 1889 года — член Московской синодальной конторы.
30 мая 1893 года в Исаакиевском соборе города Санкт-Петербурга архимандрит Арсений был хиротонисан во епископа Каширского, викария Тульской епархии.
С 18 декабря 1893 года назначен епископом Кирилловским, викарием Новгородской епархии.
Литературные труды отца Арсения весьма многочисленны и главным образом посвящены истории православной церкви на Ближнем Востоке и на берегах Средиземного моря. Многие из них печатались в русскоязычных духовных журналах, «Журнале министерства народного просвещения» и «Киевской старине».
В 1869—1871 году были напечатаны два издания под заглавием «Летопись церковных событий», которое представляло собой погодное обозрение всех выдающихся событий церковной истории, начиная от Рождества Христова до 1879 года (во втором издании). Для составления её автор пользовался материалами не только печатными, но и рукописными, хранящимися в архиве Святейшего синода.
Епископ Арсений являлся также почётным членом Казанской духовной академии (1897).
О его многоучёности встречается следующий красноречивый отзыв в печати: «… Он сделал по истории Церкви столько, что его трудов достаточно было бы для учёной репутации двадцати епископам…».
Скончался 18 февраля 1903 года в Новгороде.

### Переводы
- Климент Александрийский, свт. Строматы. Кн. 1 // Воронежские ЕВ. Приб. 1866—1868;
- Климент Александрийский, Увещательное слово к язычникам // Там же. 1868. № 9-13;
- Михаил Пселл. Похвальное слово св. Симеону Метафрасту // Там же. Приб. 1869. № 5. С. 100—111;
- Марк Евгеник, архиеп. Эфесский. Ответ царю Иоанну Палеологу на его недоумения касательно нравственной немощи человека // Странник. 1872. № 7. Отд. 1. С. 32-50;
- Геннадий (Георгий) Схоларий, Патр. Константинопольский. Книга о едином в Троице Боге нашем и Творце всего существующего // Там же. 1873. № 5. Отд. 1. С. 112—136;
- Феофан Керамевс, архиеп. Таорминский. 3 беседы на воскресные евангелия // Там же. 1884. Т. 2. № 5. С. 3-23; № 6. С. 161—181; № 7. С. 459—473;
- Феофан Керамевс, Беседы на 11 воскресных евангелий. М., 1886.